# 쓰팡타이역
쓰팡타이역(四方台站)은 중화인민공화국 헤이룽장성 쑤이화시 베이린구 쓰팡타이진에 위치한 빈베이 철로의 철도역니다. 1928년에 지어졌으며 하얼빈 철로국의 관할하에 있다. 하얼빈역에서 157 km, 베이안역에서 176 km, 쑤이화역에서 32 km, 헤이허역에서 479 km 떨어져 있다. 우편번호는 152022이다.

## 인근 역세권
- 중국우정저축은행 쑤이화시 쓰팡타이진지점
- 쑤이화시 쓰팡타이 제2중학교
- 베이린구 쓰팡타이 농촌신용협동조합
- 쑤이화시 쓰팡타이 제1중학교

## 역사
- 1928년 개업.